# Ankylopteryx splendidissima
Ankylopteryx splendidissima là một loài côn trùng trong họ Chrysopidae thuộc bộ Neuroptera. Loài này được Gerstaecker miêu tả năm 1885.